# Nancy Sinatra
Nancy Sandra Sinatra (Jersey City, Nueva Jersey, 8 de junio de 1940) es una actriz y cantante estadounidense, mundialmente conocida tras el lanzamiento de su álbum debut Boots (1966), que incluye el sencillo «These Boots Are Made for Walkin'». Es hija del también artista e icono de los Estados Unidos, Frank Sinatra. Otras grabaciones definitorias incluyen Sugar Town, el N.º 1 de 1967 Somethin' Stupid (en dueto con su padre), el título de la canción de la película de James Bond You Only Live Twice, varias colaboraciones con Lee Hazlewood como «Jackson», «Summer Wine» y la versión de Cher «Bang Bang (My Baby Shot Me Down)».

## Biografía y carrera artística

### 1940-1960: primeros años de vida

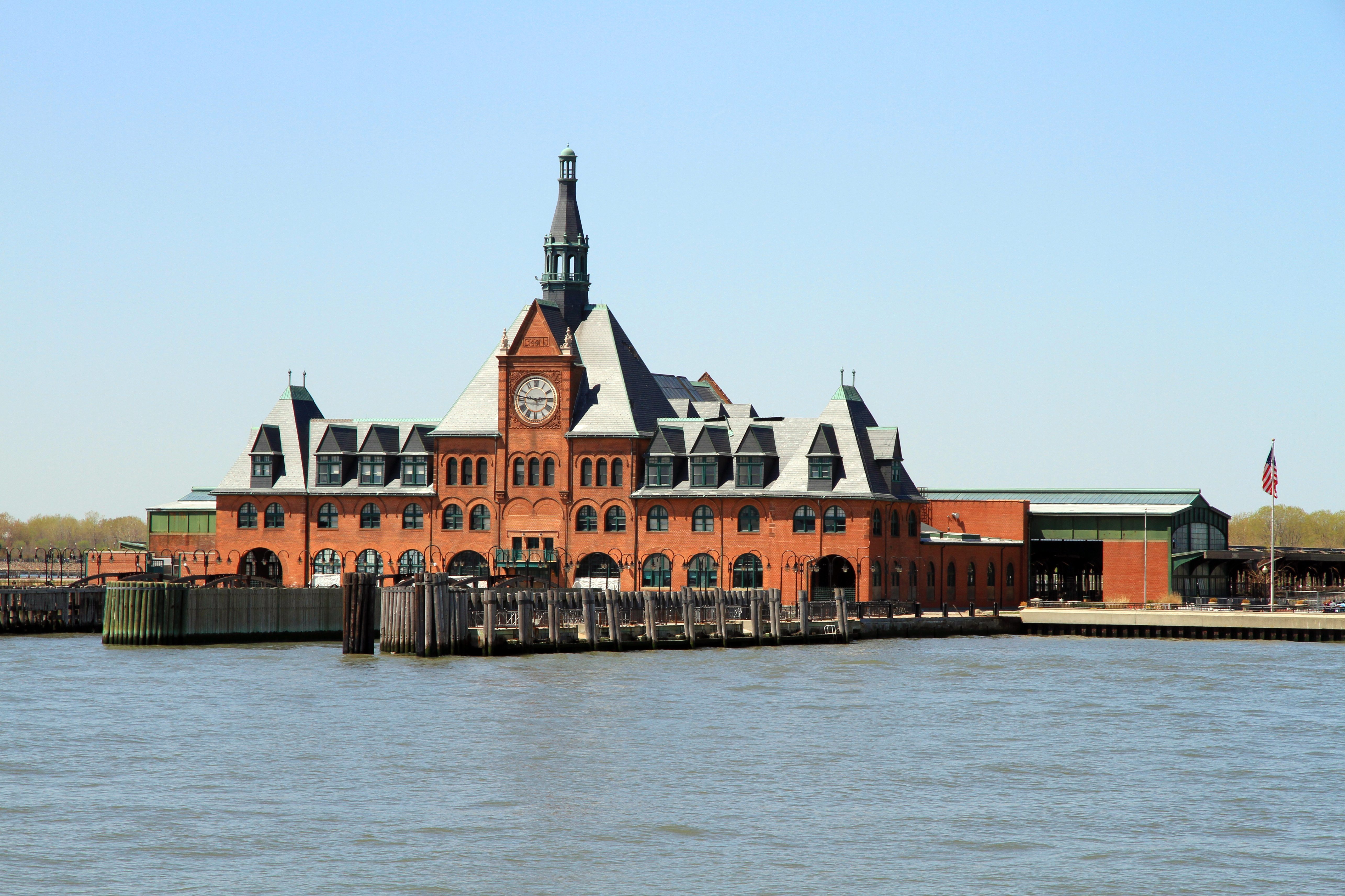
Jersey City, Estados Unidos ciudad natal de Sinatra.

Nancy Sinatra nació el 8 de junio de 1940, en Jersey City, Nueva Jersey, Estados Unidos. Era la mayor de los tres hijos del cantante Frank Sinatra y su esposa, Nancy Barbato (1917-2018). Con su familia se trasladó a Hasbrouck Heights, mientras su padre vivía sus primeros años de carrera musical. Esa estadía en Jersey City no duraría mucho tiempo, pues la madre se preocupaba por las múltiples visitas de los fanáticos a su hogar además de que Frank, padre de Nancy, tenía que emprender su carrera musical a las grandes ligas.
Frank Sinatra fue llamado para unos trabajos musicales en Hollywood y la familia se mudó a Toluca Lake, California. El traslado causó que Nancy se emprendiera a múltiples estudios profesionales aunados al medio artístico, ya que tomó clases de piano durante 11 años, al igual que ocho años de danza, cinco años de actuación dramática y varios meses en entrenamiento vocal.
Entusiasta por seguir los pasos de su padre, Sinatra comenzó su carrera en 1960, debutando en el espectáculo de su padre, The Frank Sinatra Timex Show. Mismo año en el que Reprise Records le ofreció un contrato musical, sin embargo, a pesar de que las canciones lanzadas fueron muy populares en Europa y Japón, por su lanzamiento en la radio, ninguna de sus pistas llegaron en formato físico a Estados Unidos.

### 1966-1967: inicios de su carrera

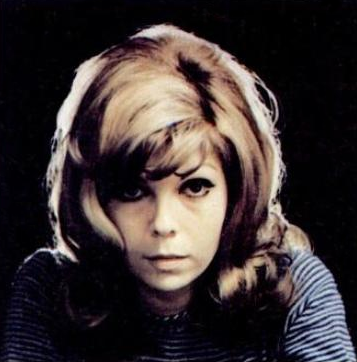
Sinatra en la sesión fotográfica de su álbum Boots.

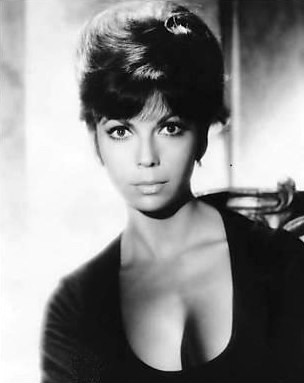
Nancy a finales de los 60

Los proyectos musicales de Nancy Sinatra dieron un cambio en 1966 cuando, junto a sus productores, cambiaron el look de la cantante a un estilo más maduro y atractivo, que atrajo la atención de distintos medios, y tras la firma con Reprise Records, Nancy Sinatra lanzó su sencillo «These Boots Are Made for Walkin'» que alcanzó el puesto número 1 de la lista Billboard Hot 100, gracias a sus millones de ventas físicas en Estados Unidos.
Después de la fama adquirida por su sencillo, Nancy Sinatra hizo varias apariciones en televisión y debutó en el cine, como actriz, en la película The Ghost in the Invisible Bikini (1966). Su participación en programas de televisión fue en espectáculos como The Smothers Brothers Show, en The Ed Sullivan Show (en especial memorable) y The Man From UNCLE. El éxito inesperado del sencillo  «These Boots Are Made for Walkin'» provocó el lanzamiento del álbum Boots, producción debut de la cantante que se convertiría en el disco más exitoso de su carrera. Tras variantes presentaciones en vivo, Nancy Sinatra trabajó con el cantante Lee Hazlewood, el cual fue el encargado de producir su segundo álbum de estudio How Does That Grab You? en el mismo año, a pesar de sostener popularidad, el álbum no logró las mismas ventas de su antecesor. Luego de cosechar un mediático éxito comercial, se extrajeron los sencillos «How Does That Grab You, Darlin'?» y «Bang Bang (My Baby Shot Me Down)», el primero logró colocarse en el número 7 del conteo Billboard Hot 100, mientras que el segundo tuvo una popularidad moderada en Europa.
A finales de 1966, Represe Records decidió lanzar Nancy In London como un tercer álbum de estudio y así finalizar una trilogía musical. Del álbum se desprendieron dos sencillos, de los cuales el primero fue «Friday's Child», que debutó en el puesto número 36 del Billboard Hot 100 y el segundo «You Only Live Twice» logró las posiciones 3 y 44 de las tablas Adult Contemporary y Billboard Hot 100, respectivamente.

### 1967-1969: Country My Way, Sugar y Nancy

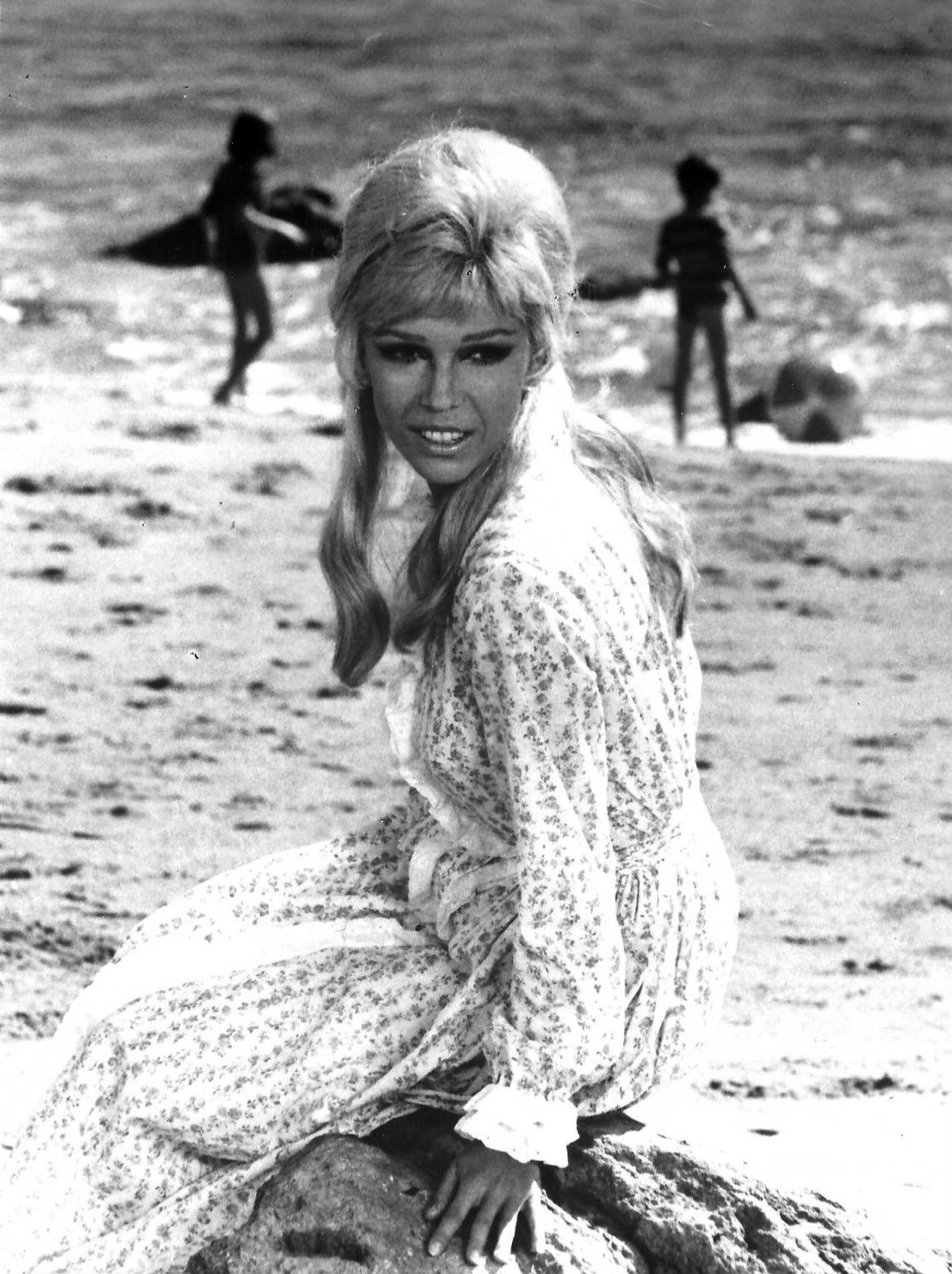
Sinatra en la grabación del vídeo «Sugar Town».

El éxito de sus tres primeros álbumes de estudio le permitió a Nancy Sinatra lanzar su cuarto álbum de estudio titulado Country My Way, al igual que su popularidad le dejó incursionarse de forma más amplia en el cine, participando en las películas Last of the Secret Agents?(1967) y The Wild Angels(1967). Sin embargo el desempeño comercial de Country My Way fue muy moderado, entonces Represe Records le dio a Sinatra una imagen más sexual y comenzaron a trabajar en canciones con un sonido más asemejado al género rock. De esta forma se lanzó su quinto álbum de estudio llamado «Sugar», del cual se editó el sencillo «Sugar Town», mismo que alcanzó el puesto número 18 en Estados Unidos y alzó comercialmente la carrera de Sinatra. Tras el lanzamiento de su quinto álbum de estudio, en 1968, Nancy Sinatra participó en un álbum doble con el cantante Lee Hazlewood, llamado Nancy & Lee. Mismo año en el que la cantante trabajó junto a Elvis Presley en la película Speedway.
De Sugar, también se desprendió el sencillo «Somethin' Stupid», una canción a dúo con su padre Frank Sinatra. La pista tuvo un repentino éxito comercial en Estados Unidos, dándole a Nancy su segundo número 1 en dicho país, así como millones de ventas físicas. Cabe destacar que Nancy no obtenía el mismo puesto desde el sencillo «These Boots Are Made for Walkin'» de 1966. Posteriormente el disco titulado Nancy fue puesto a la venta meses después, siendo así el primer álbum homónimo de la cantante y el sexto de estudio de su carrera.

### 1969-2004: Woman, Boots Enterprises, One More Time y Nancy Sinatra
Después de haber lanzado seis álbumes de estudio con Reprise Records, la cantante firmó un contrato con RCA Victor, con este nuevo sello discográfico, Nancy sacó a la venta su séptimo álbum de estudio llamado Woman. Sin embargo el cambio de sello no fue favorable, pues el álbum tuvo poca de promoción y no cosechó ventas altas en ningún continente, lo que obligó a Nancy a terminar el contrato con RCA Victor e iniciarse como empresaria independiente y así fundar su propio sello privado, Boots Enterprises, Inc. El cambio de disquera causó un receso de varios años y no fue hasta el 11 de abril de 1995, cuando Nancy publicó su octavo álbum de estudio, bajo el nombre One More Time seguido de su segundo álbum homónimo llamado Nancy Sinatra, mismo que tenía un sonido más Industrial rock. En ese lapso, la cantante también sacó a la venta su primer EP titulado For My Dad que contenía canciones dedicadas a su padre, incluyendo el dueto «Somethin' Stupid».

### 2009-presente: Cherry Smiles y Shifting Gears
Después de alejarse cinco años de la industria musical, Nancy Sinatra editó un álbum recopilatorio con canciones raras e inéditas, dicho disco se lanzó bajo el nombre de Cherry Smiles y fue lanzado el 22 de septiembre de 2009. En 2013 la cantante entró a los estudios de grabación de nuevo y confirmó que trabajaba en su décimo álbum de estudio. Shifting Gears fue lanzado el 3 de diciembre de 2013 y fue promocionado por el sencillo «Holly Holy».

## Vida privada
Matrimonios:
- Tommy Sands, 1960–1965 (divorciada)
- Hugh Lambert, 1970–1985 (fallecido)

Hijos (con Hugh Lambert):
- Angelo "AJ" Lambert Paparozzi (sus padrinos fueron James Darren y su segunda esposa Evy Norlund)
- Amanda Catherine Lambert

Ambos recibieron 1 millón de dólares de un fondo fiduciario creado por su abuelo Frank Sinatra en 1983.
Nietos:
- Mirand Vega Paparozzi

## Discografía

### Álbumes de estudio
- 1966: Boots
- 1966: How Does That Grab You?
- 1966: Nancy In London
- 1967: Country, My Way
- 1967: Sugar
- 1967: Movin' with Nancy
- 1968: Nancy and Lee
- 1968: Speedway (BSO)
- 1969: Nancy
- 1972: Nancy and Lee Again
- 1973: Woman
- 1981: Mel and Nancy
- 1995: One More Time
- 1998: It's For My Dad (Ep)
- 1998: Sheet Music
- 1998: Hoes Does It Feel
- 2002: California Girl
- 2004: Nancy and Lee 3
- 2004: Nancy Sinatra
- 2005: Bubblegum Girl : Volume 1
- 2006: Bubblegum Girl : Volume 2
- 2008: Kid Stuff
- 2009: Cherry Smiles
- 2013: Shifting Gears

## Filmografía
- 1966: The Ghost in the Invisible Bikini
- 1967: The Last of the Secret Agents?
- 1967: The Oscar
- 1967: The Wild Angels
- 1968: Speedway